# خرس کوتاه‌چهره
خرس کوتاه‌چهره (نام علمی: Arctodus) یک سرده منقرض‌شده و پیشاتاریخی از خانواده خرس است که در طول دور پلیستوسن و از حدود ۱٫۸ میلیون سال پیش تا حدود ۱۲٫۰۰۰ سال پیش در آمریکای شمالی می‌زیست. دو گونه از این سرده با نام‌های A. pristinus  و A. simus شناسایی‌شده که گونه دوم با حدود ۴٫۵ متر طول، ۲ متر ارتفاع و ۱ تن وزن از بزرگ‌ترین پستانداران گوشت‌خوار خشکی‌زی در تاریخ محسوب می‌شود. خرس‌ کوتاه‌چهره رایج‌ترین خرس اولیه در آمریکای شمالی محسوب می‌شد و سرانجام در پایان پلیستوسن احتمالاً به دلیل وقوع رویداد زمین‌شناسی یانگر درایاس که منجر به تغییرات اقلیمی گسترده وشدید و پایان عصر یخبندان شد از میان رفت.خرس کوتاه چهره از اجداد خرس های قهوه ای امروزه است که به نظر می رسد زیرگونه ای پیشاتاریخی از خرس های قهوه ای بوده است اما درواقع این خرس ها به رده دیگری تعلق داشته اند که هنوز دانشمندان نام آن رده را مشخص نکرده اند.